# Brachypeza melanochaeta
Brachypeza melanochaeta är en tvåvingeart som beskrevs av Ostroverkhova 1979. Brachypeza melanochaeta ingår i släktet Brachypeza och familjen svampmyggor. Inga underarter finns listade i Catalogue of Life.